# Brian Udaigwe
Brian Udaigwe est un prélat catholique, nonce apostolique en Éthiopie (en) depuis 2025.

## Enfance et études
Il est né à Tiko, dans la région du Sud-Ouest, au Cameroun, le 19 juillet 1964. 

## Prêtre
Il est ordonné prêtre le 2 mai 1992 et incardiné dans le diocèse d'Orlu (en) . C’est un élève de l’Académie pontificale ecclésiastique. Entré dans le service diplomatique du Saint-Siège le 1er juillet 1994, il a successivement servi dans les représentations diplomatiques du Saint-Siège au Zimbabwe (en), en Côte d'Ivoire, en Haïti, en Bulgarie (en), en Thaïlande (en), et, à partir de janvier 2008, au Royaume-Uni.

## Nonce apostolique
Le 22 février 2013, il est  promu nonce apostolique avec le titre d’archevêque titulaire de Suelli (de). Le 8 avril 2013, il est nommé à la nonciature du Bénin. Il est consacré le 27 avril suivant en la basilique Saint-Pierre, aux côtés de Michael Banach et Ettore Balestrero par Tarcisio Bertone, le cardinal secrétaire d’État, assisté des cardinaux Marc Ouellet et Fernando Filoni, préfets respectivement de la congrégation pour les évêques et de la congrégation pour l'évangélisation des peuples,. Arrivé dans son pays d’envoi le 24 juin 2013, il présente ses lettres de créance au président Thomas Boni Yayi le lendemain. Le 16 juillet 2013, il est de plus nommé nonce au Togo ; il présente son accréditation le 26 septembre 2013.  
Le 13 juin 2020 il est nommé nonce apostolique au Sri Lanka (en). 
Le 12 avril 2025, le pape François le transfère en Éthiopie (en).